# Лука Джонс
Лука Джонс  (англ. Luuka Jones; нар. 18 жовтня 1988) — новозеландська веслувальниця, що спеціалізується у водному слаломі, олімпійська медалістка.

## Виступи на Олімпіадах
| Олімпіада           | Дисципліна                | Місце |
| ------------------- | ------------------------- | ----- |
| Пекін 2008          | байдарка-одиночка, слалом | 21    |
| Лондон 2012         | байдарка-одиночка, слалом | 14    |
| Ріо-де-Жанейро 2016 | байдарка-одиночка, слалом | 2     |
| Токіо 2020          | байдарка-одиночка, слалом | 6     |
| Париж 2024          | байдарка-одиночка, слалом | 8     |
| Париж 2024          | байдарка-крос             | 5     |